# Канапа

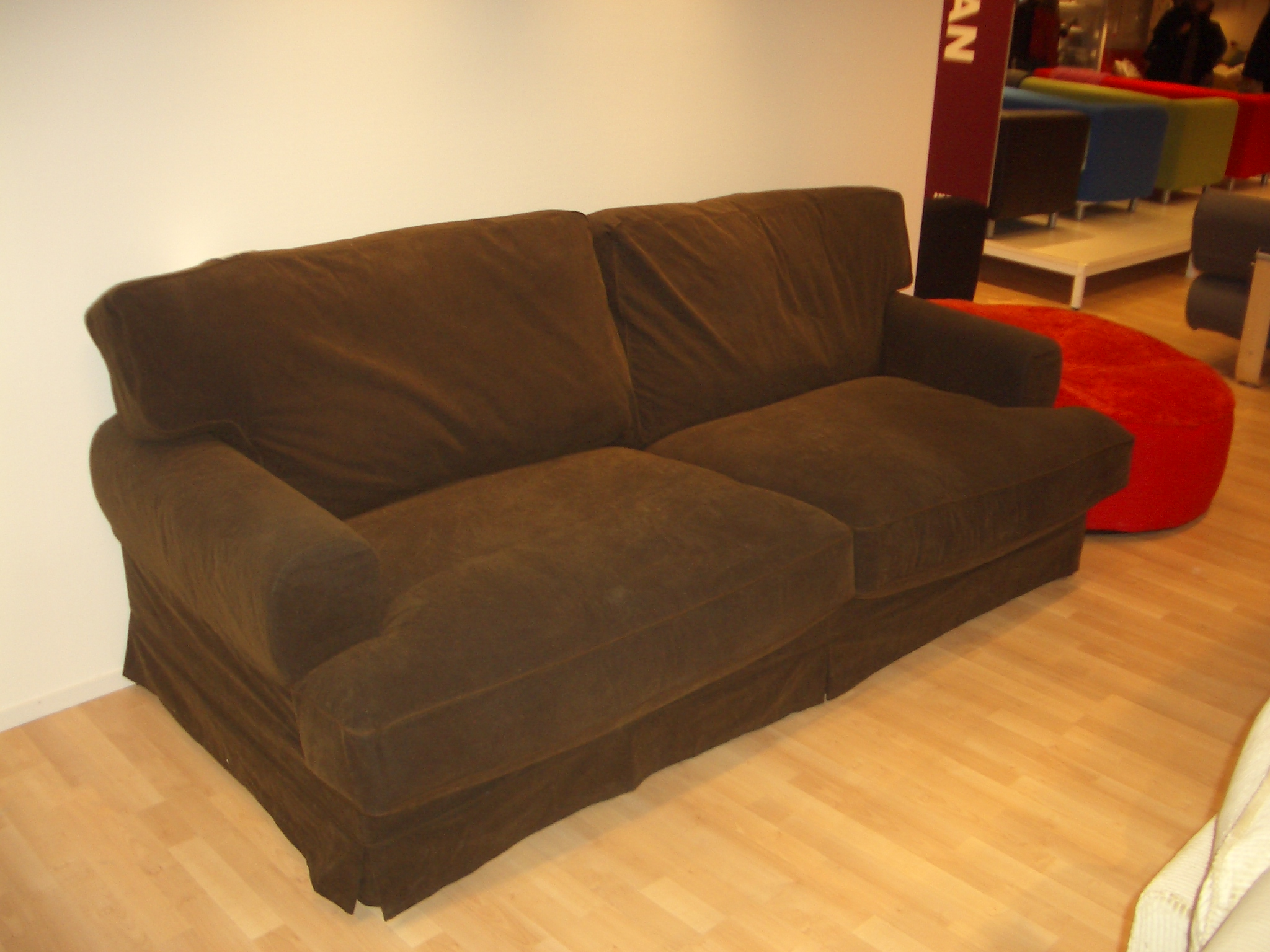
Канапа

Кана́па (від фр. canapé через пол. kanapa) — різновид дивана, на якому підлокотники розташовані значно нижче, ніж спинка. Оскільки це один із найпоширеніших стилів дивана, слово «канапа» часто вживають як синонім до «диван», за винятком випадків, коли йдеться про антикваріат або репродукції зразків XVIII століття.
Історично канапа — різновид меблів, схожий на кушетку чи диван. Канапа мала дерев'яну основу, чотири дерев'яні ніжки, оббите м'яке сидіння, походить із Франції, виник у XVIII столітті. Стиль канапи був створений за часів правління королів Людовика XV та Людовика XVI. Схожим та одночасно відмінним був дизайн, розроблений Томасом Чіппендейлом, що пізніше став популярним у США у XIX столітті. У виготовлені часто використовували дорогоцінні листяні породи дерева, такі як горіх, вишня та червоне дерево.

## Цікаві факти
У Конотопському краєзнавчому музеї зберігається канапа сім'ї Лазаревських, на котрій у 1859 році сидів Тарас Шевченко під час свого триденного перебування в родинній садибі Лазаревських у селі Гирявка (нині село Шевченкове Конотопського району).